# Lev Kogut
Lev Kogut sau Kohut (în ucraineană Лев Когут; n. 7 februarie 1878, Cernăuți, Austro-Ungaria – d. 26 octombrie 1947, Graz, Zonele aliate de ocupație din Austria) a fost un avocat ucrainean originar din Bucovina, jurnalist, editor și activist civic și politic. A activat în Imperiul Austro-Ungar și în Regatul României.

## Biografie
Lev Kogut s-a născut la Cernăuți, în Ducatul Bucovinei, parte a Imperiului Austro-Ungar la acea vreme. A absolvit gimnaziul în 1898, apoi Universitatea din Cernăuți în 1904, obținând o diplomă în drept. După absolvire a lucrat ca avocat în orașul natal.
Încă din perioada studenției s-a implicat activ în viața publică: cumpăra și răspândea din propriile fonduri cărți în limba ucraineană în rândul țăranilor bucovineni, susținând dezvoltarea culturală a comunității.
În perioada 1902–1903 a fost redactor al publicațiilor Gaslo („Stindardul”) și Selianîn („Țăranul”), afiliate Partidului Revoluționar Ucrainean, și a editat mai multe broșuri politice la Cernăuți.
În 1903 a fost cofondator și primul director al instituției financiare populare „Casa Țărănească” (Selianska kasa). După Unirea Bucovinei cu România, a fost printre fondatorii Organizației Populare Ucrainene din Bucovina (1922–1927, alături de Vasile Dutczak) și a deținut funcția de vicepreședinte al Partidului Național Ucrainean (1927–1938).

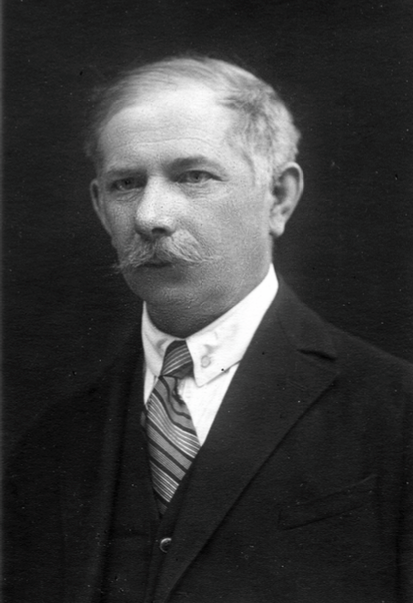
Kogut în perioada interbelică

În deceniile interbelice, Kogut a redactat și a publicat numeroase articole și studii pe teme economice și culturale în revistele ucrainene din România interbelică.
După Ocupația sovietică a Basarabiei și Bucovinei de Nord, a fost arestat de autoritățile sovietice. A fost eliberat în 1941, după ce Cernăuți a reintrat sub administrație românească. După A doua ofensivă sovietică în Bucovina, s-a refugiat în interiorul României. Ulterior, în urma Ocupației sovietice a României, a emigrat în Austria, unde a ținut prelegeri la Institutul Slav al Universității din Graz. A murit în Graz la 26 octombrie 1947. Urmașii săi s-au stabilit în Statele Unite ale Americii.

## Lucrări
- Articole în presa ucraineană interbelică pe teme culturale și economice (1920–1938)
- Broșuri politice editate la Cernăuți (1902–1903)